# P. PSI 74
P. PSI 74 (Nr. 874 nach Rahlfs) ist die Bezeichnung für das Fragment eines Pergamentkodex aus dem 6. Jahrhundert. Es enthält Teile aus dem Buch Jeremia 24,9–10 und 25,16–17 in griechischer Sprache (Septuaginta). Der Text ist in großen Bibelmajuskeln geschrieben.
Das Fragment befindet sich im Istituto Papirologico „Girolamo Vitelli“ in Florenz mit der Inventar-Nr. P. PSI inv. 74.

## Textedition
- Guido Bastianini: LXX, Ier. 24, 9–10, 25, 16–17. In: Manfredo Manfredi (Hrsg.): Trenta testi greci da papiri letterari e documentari: editi in occasione del XVII Congresso internazionale di papirologia, Napoli, 19–26 maggio 1983. Istituto papirologico „G. Vitelli“, Florenz 1983, S. 5–7, pl. I.